# Division Sud-Est de la NBA
La Division Sud-Est (en anglais : Southeast Division) est l'une des trois divisions de la Conférence Est de la National Basketball Association (NBA).
Elle est créée en 2004 à la suite de la réorganisation du championnat consécutive à la création d'une nouvelle franchise, les Bobcats de Charlotte, et au passage du championnat de 29 à 30 équipes.
Elle se compose de cinq équipes : les Wizards de Washington, le Heat de Miami et le Magic d'Orlando, de l'ancienne division Atlantique, les Hawks d'Atlanta de l'ancienne division Centrale et les Hornets de Charlotte.
Le Heat de Miami a remporté 12 titres de la division Sud-Est. Elle est la seule équipe à avoir été championne NBA (2006, 2012 et 2013). Les dix premiers titres de division ont tous été remportés soit par Miami, soit par Orlando. Les Hawks d'Atlanta ont remporté leur premier titre de division en 2015.
À l'aube de la saison 2021-2022, le champion de la division Sud-Est reçoit le Earl Lloyd Trophy, nommé en l'honneur de la légende de la ligue, Earl Lloyd.

## Classement sur la saison actuelle
| Division Sud-Est          | V  | D  | MJ | V/D  | GB | Dom   | Ext   | Neu | Div  |
| ------------------------- | -- | -- | -- | ---- | -- | ----- | ----- | --- | ---- |
| Magic d'Orlando - y - pi  | 41 | 41 | 82 | .500 | –  | 22-19 | 19-22 | 0-0 | 12-4 |
| Hawks d'Atlanta - pi      | 40 | 42 | 82 | .488 | 1  | 21-19 | 19-22 | 0-1 | 10-6 |
| Heat de Miami - x         | 37 | 45 | 82 | .451 | 4  | 19-22 | 17-23 | 1-0 | 10-6 |
| Hornets de Charlotte - o  | 19 | 63 | 82 | .232 | 22 | 12-29 | 7-34  | 0-0 | 1-15 |
| Wizards de Washington - o | 18 | 64 | 82 | .220 | 23 | 8-32  | 10-31 | 0-1 | 7-9  |

## Équipes de la division Sud-Est
- Hawks d'Atlanta, depuis 2004.
- Hornets de Charlotte, depuis 2004.
- Heat de Miami, depuis 2004.
- Magic d'Orlando, depuis 2004.
- Wizards de Washington, depuis 2004.

## Champions de la division Sud-Est
Légende :
- Vainqueur des Finales NBA
- Finaliste des Finales NBA

| Saison    | Franchise             | Bilan | %    | Résultats en playoffs |
| --------- | --------------------- | ----- | ---- | --- |
| 2004-2005 | Heat de Miami         | 59-23 | 72,0 | Victoire - 1er tour Est (Nets) 4-0 Victoire - Demi-finale de conférence Est (Wizards) 4-0 Défaite - Finale de conférence Est (Pistons) 4-3 |
| 2005-2006 | Heat de Miami         | 52-30 | 63,4 | Victoire - 1er tour Est (Bulls) 4-2 Victoire - Demi-finale de conférence Est (Nets) 4-1 Victoire - Finale de conférence Est (Pistons) 4-2 Victoire - Finales NBA (Mavericks) 4-2                                                                               |
| 2006-2007 | Heat de Miami         | 44-38 | 53,7 | Défaite - 1er tour Est (Bulls) 4-0 |
| 2007-2008 | Magic d'Orlando       | 52-30 | 63,4 | Victoire - 1er tour Est (Raptors) 4-1 Défaite - Demi-finale de conférence Est (Pistons) 4-1 |
| 2008-2009 | Magic d'Orlando       | 59-23 | 72,0 | Victoire - 1er tour Est (76ers) 4-2 Victoire - Demi-finale de conférence Est (Celtics) 4-3 Victoire - Finale de conférence Est (Cavaliers) 4-2 Défaite - Finales NBA (Lakers) 4-1                                                                              |
| 2009-2010 | Magic d'Orlando       | 59-23 | 72,0 | Victoire - 1er tour Est (Bobcats) 4-0 Victoire - Demi-finale de conférence Est (Hawks) 4-0 Défaite - Finale de conférence Est (Magic) 4-2 |
| 2010-2011 | Heat de Miami         | 58-24 | 70,7 | Victoire - 1er tour Est (76ers) 4-1 Victoire - Demi-finale de conférence Est (Celtics) 4-1 Victoire - Finale de conférence Est (Bulls) 4-1 Défaite - Finales NBA (Mavericks) 4-2                                                                               |
| 2011-2012 | Heat de Miami         | 46-20 | 69,7 | Victoire - 1er tour Est (Lnicks) 4-1 Victoire - Demi-finale de conférence Est (Pacers) 4- Victoire - Finale de conférence Est (Celtics) 4-3 Victoire - Finales NBA (Thunder) 4-1                                                                               |
| 2012-2013 | Heat de Miami         | 66-16 | 80,5 | Victoire - 1er tour Est (Bucks) 4-0 Victoire - Demi-finale de conférence Est (Bulls) 4-1 Victoire - Finale de conférence Est (Pacers) 4-3 Victoire - Finales NBA (Spurs) 4-3                                                                                   |
| 2013-2014 | Heat de Miami         | 54-28 | 65,9 | Victoire - 1er tour Est (Bobcats) 4-0 Victoire - Demi-finale de conférence Est (Nets) 4-1 Victoire - Finale de conférence Est (Pacers) 4-2 Défaite - Finales NBA (Spurs) 4-1                                                                                   |
| 2014-2015 | Hawks d'Atlanta       | 60-22 | 73,2 | Victoire - 1er tour Est (Nets) 4-2 Victoire - Demi-finale de conférence Est (Wizards) 4-2 Défaite - Finale de conférence Est (Cavaliers) 4-0 |
| 2015-2016 | Heat de Miami         | 48-34 | 58,5 | Victoire - 1er tour Est (Hornets) 4-3 Défaite - Demi-finale de conférence Est (Raptors) 4-3 |
| 2016-2017 | Wizards de Washington | 49-33 | 59,8 | Victoire - 1er tour Est (Hawks) 4-2 Défaite - Demi-finale de conférence Est (Celtics) 4-3 |
| 2017-2018 | Heat de Miami         | 44-38 | 53,7 | Défaite - 1er tour Est (Heat) 4-1 |
| 2018-2019 | Magic d'Orlando       | 42-40 | 51,2 | Défaite - 1er tour Est (Raptors) 4-1 |
| 2019-2020 | Heat de Miami         | 44-29 | 60,3 | Victoire - 1er tour Est (Pacers) 4-0 Victoire - Demi-finale de conférence Est (Bucks) 4-1 Victoire - Finale de conférence Est (Celtics) 4-2 Défaite - Finales NBA (Lakers) 4-2                                                                                 |
| 2020-2021 | Hawks d'Atlanta       | 41-31 | 56,9 | Victoire - 1er tour Est (Knicks) 4-1 Victoire - Demi-finale de conférence Est (76ers) 4-3 Défaite - Finale de conférence Est (Bucks) 4-2 |
| 2021-2022 | Heat de Miami         | 53-29 | 64,6 | Victoire - 1er tour Est (Hawks) 4-1 Victoire - Demi-finale de conférence Est (76ers) 4-2 Défaite - Finale de conférence Est (Celtics) 4-3 |
| 2022-2023 | Heat de Miami         | 44-38 | 53,7 | Défaite - Play-in 7e place Est (Hawks) Victoire - Play-in 8e place Est (Bulls) Victoire - 1er tour Est (Bucks) 4-1 Victoire - Demi-finale de conférence Est (Knicks) 4-2 Victoire - Finale de conférence Est (Celtics) 4-3 Défaite - Finales NBA (Nuggets) 4-1 |
| 2023-2024 | Magic d'Orlando       | 47-35 | 57,3 | Défaite 1er tour (Cavaliers) 4-3 |
| 2024-2025 | Magic d'Orlando       | 41-41 | 50,0 | Défaite 1er tour (Celtics) 4-1 |

## Liste des équipes championnes de la division Sud-Est
| Franchise             | Titres | Dernier titre | Années                                                                 |
| --------------------- | ------ | ------------- | ---------------------------------------------------------------------- |
| Heat de Miami         | 12     | 2023          | 2005, 2006, 2007, 2011, 2012, 2013, 2014, 2016, 2018, 2020, 2022, 2023 |
| Magic d'Orlando       | 6      | 2025          | 2008, 2009, 2010, 2019, 2024, 2025                                     |
| Hawks d'Atlanta       | 2      | 2021          | 2015, 2021                                                             |
| Wizards de Washington | 1      | 2017          | 2017                                                                   |
| Hornets de Charlotte  | 0      | —             | —                                                                      |

## Résultats saison par saison
Légende :
- Vainqueur des Finales NBA
- Finaliste des Finales NBA
- Qualifié pour les séries éliminatoires
- Qualifié pour le tournoi play-in
- B : Non-qualifié pour la NBA Bubble 2020

| Saison | Bilan des équipes  | Bilan des équipes  | Bilan des équipes   | Bilan des équipes  | Bilan des équipes  |
| --- | ------------------ | ------------------ | ------------------- | ------------------ | ------------------ |
| Saison | 1er                | 2e                 | 3e                  | 4e                 | 5e                 |
| 2004 : La division Sud-Est est formée initialement avec cinq équipes, les Bobcats de Charlotte en tant qu'équipe d'expansion, les Hawks d'Atlanta arrivent de la division Centrale, tandis que le Heat de Miami, le Magic d'Orlando et les Wizards de Washington sont en provenance de la division Atlantique. |                    |                    |                     |                    |                    |
| 2004-2005 | Miami (59-23)      | Washington (45-37) | Orlando (36-46)     | Charlotte (18-64)  | Atlanta (13-69)    |
| 2005-2006 | Miami (52-30)      | Washington (42-40) | Orlando (36-46)     | Charlotte (26-56)  | Atlanta (26-56)    |
| 2006-2007 | Miami (44-38)      | Washington (41-41) | Orlando (40-42)     | Charlotte (33-49)  | Atlanta (30-52)    |
| 2007-2008 | Orlando (52-30)    | Washington (43-39) | Atlanta (37-42)     | Charlotte (32-50)  | Miami (15-67)      |
| 2008-2009 | Orlando (59-23)    | Atlanta (47-35)    | Miami (43-39)       | Charlotte (35-47)  | Washington (19-63) |
| 2009-2010 | Orlando (59-23)    | Atlanta (53-29)    | Miami (47-35)       | Charlotte (44-38)  | Washington (26-56) |
| 2010-2011 | Miami (58-24)      | Orlando (52-30)    | Atlanta (44-38)     | Charlotte (34-48)  | Washington (23-59) |
| 2011-2012 | Miami (46-20)      | Atlanta (40-26)    | Orlando (37-29)     | Washington (20-46) | Charlotte (7-59)   |
| 2012-2013 | Miami (66-16)      | Atlanta (44-38)    | Washington (29-53)  | Charlotte (21-61)  | Orlando (20-62)    |
| 2013-2014 | Miami (54-28)      | Washington (44-38) | Charlotte (43-39)   | Atlanta (38-44)    | Orlando (23-59)    |
| 2014 : Les Bobcats de Charlotte se renomment les Hornets de Charlotte. |                    |                    |                     |                    |                    |
| 2014-2015 | Atlanta (60-22)    | Washington (46-36) | Miami (35-47)       | Charlotte (33-49)  | Orlando (25-57)    |
| 2015-2016 | Miami (48-34)      | Atlanta (48-34)    | Charlotte (48-34)   | Washington (41-41) | Orlando (35-47)    |
| 2016-2017 | Washington (49-33) | Atlanta (43-39)    | Miami (41-41)       | Charlotte (36-46)  | Orlando (29-53)    |
| 2017-2018 | Miami (44-38)      | Washington (43-39) | Charlotte (36-46)   | Orlando (25-57)    | Atlanta (24-58)    |
| 2018-2019 | Orlando (42-40)    | Charlotte (39-43)  | Miami (39-43)       | Washington (32-50) | Atlanta (29-53)    |
| 2019-2020 | Miami (44-29)      | Orlando (33-40)    | Charlotte B (23-42) | Washington (25-47) | Atlanta B (20-47)  |
| 2020-2021 | Atlanta (41-31)    | Miami (40-32)      | Washington (34-38)  | Charlotte (33-39)  | Orlando (21-51)    |
| 2021-2022 | Miami (53-29)      | Atlanta (43-39)    | Charlotte (43-39)   | Washington (35-47) | Orlando (22-60)    |
| 2022-2023 | Miami (44-38)      | Atlanta (41-41)    | Washington (35-47)  | Orlando (34-48)    | Charlotte (27-55)  |
| 2023-2024 | Orlando (47-35)    | Miami (46-36)      | Atlanta (36-46)     | Charlotte (21-61)  | Washington (15-67) |
| 2024-2025 | Orlando (41-41)    | Atlanta (40-42)    | Miami (37-45)       | Charlotte (19-63)  | Washington (18-64) |